# 王畈村
王畈村隶属于湖北省汉川市垌冢镇，地处垌冢西北部，紧连天门市、应城市，属于三市交界处。汉宜公路、分王公路穿村而过，离武荆高速天门北出口仅6公里，离天门火车站5公里。
王畈村以传统农业为主，水稻，水果，水产在周边享有盛誉。
30°51′N 113°23′E / 30.85°N 113.39°E